# Sándor Preisinger
Sándor Preisinger (Zalaegerszeg, 11 dicembre 1973) è un ex calciatore ungherese, di ruolo attaccante.

## Carriera
Fu capocannoniere del campionato ungherese nel 1995. Prese parte con la Nazionale ungherese ai Giochi Olimpici del 1996.

## Palmarès

### Club
- Campionato ungherese: 2

MTK Budapest: 1996-1997, 1998-1999
- Coppa d'Ungheria: 2

MTK Budapest: 1996-1997, 1997-1998
- Supercoppa d'Ungheria: 1

MTK Budapest: 1997

### Individuale
- Capocannoniere del campionato ungherese: 1

1994-1995 (21 gol)